# Luis Fernández Teijeiro
Luis Fernández Teijeiro (Burela, Lugo, 27 de setembre de 1993) és un futbolista gallec que juga com a davanter al CD Arenteiro.

## Carrera esportiva
Luis Fernández va arribar al Deportivo de La Coruña el 2009, en el pas de cadet a juvenil, després de destacar com a golejador a les categories inferiors de l'Ural CF. Des de llavors ha anat progressant fins a arribar al primer equip.
A la temporada 2011-12, essent encara juvenil, va debutar amb el filial del Dépor a la tercera divisió. El febrer de 2012 va patir un trencament del lligament creuat del seu genoll dret en el camp del SD Órdenes.
La lesió el va deixar apartat dels terrenys de joc durant vuit llargs mesos. En un principi va pensar a deixar el futbol però va tornar a l'octubre de 2012. Després de recuperar-se, es converteix en l'home gol del Fabril, marcant 21 gols en 26 partits de lliga i 6 en els 6 partits del play-off d'ascens, incloent un hat-trick en l'anada de la final per l'ascens davant el CD El Palo. Malgrat això, el Deportivo B no va poder aconseguir l'ascens després d'un partit de tornada polèmic en el camp de San Ignacio.
Els seus bons números al filial li van valer per fer la pretemporada amb el primer equip, debutant i marcant tres gols el 18 de juliol contra el Lemos, de la Regional Preferent gallega. El seu debut oficial va ser el 18 d'agost, sortint com a titular en el primer partit del Deportivo a la Lliga Adelante.
El seu primer gol oficial el va aconseguir en el seu primer partit en la Copa del Rei, el 12 de setembre de 2013 a l'Estadi Nuevo Arcángel de Còrdova, i el seu primer gol a la lliga, el 3 de novembre davant el Reial Madrid Castella.